# 黒石市立黒石小学校
黒石市立黒石小学校（くろいししりつ くろいししょうがっこう）は青森県黒石市大字株梗木にある公立小学校。

## 概要
- 黒石駅の北側に学校あり、隣接敷地内に中郷中学校がある[1]。主な進学先は中郷中学校。全校児童は513名（2024年5月1日現在）[2]。

## 沿革
- 1873年（明治6年）8月28日 - 黒石小学として、黒石陣屋跡に創立する[3]。
- 1879年（明治12年）1月8日 - 黒石小学校と改称。
- 1886年（明治19年）
  - 5月20日 - 黒石小学校内を借りて、黒石高等小学校を創立する。
  - 10月1日 - 南津軽郡公立黒石尋常小学校と改称。
- 1888年（明治21年）10月22日 - 御殿中心の黒石尋常小学校を壊し、旧校舎正面部分建築、落成、移転。
- 1890年（明治23年）10月 - 黒石町立黒石尋常小学校と改称。
- 1913年（大正2年）10月10日 - 校旗制定。
- 1914年（大正3年）
  - 2月11日 - 校歌制定。
  - 4月1日 - 黒石町立黒石高等小学校開校。
- 1939年（昭和14年）4月1日 - 黒石尋常高等小学校（男子のみ収容）、黒石女子尋常高等小学校（女子のみ収容）に分かれる。
- 1941年（昭和16年）4月1日 - 国民学校令により、黒石国民学校、黒石女子国民学校とそれぞれ改称。
- 1946年（昭和21年）
  - 3月31日 - 黒石女子国民学校を廃止。
  - 4月1日 - 黒石国民学校に黒石女子国民学校の児童を収容。
- 1947年（昭和22年）
  - 4月1日 - 学校教育法により、黒石町立黒石小学校と改称。同日より、黒石中学校を併置して、高等科生を中学校に移籍。
  - 6月3日 - PTA発足。
- 1954年（昭和29年）7月1日 - 町村合併により、黒石市立黒石小学校と改称。
- 1963年（昭和38年）9月24日 - 創立90周年記念式典挙行｡
- 1967年（昭和42年）4月1日 - 学区の一部を変更。黒石東小学校を創立、分離した。なお、南校舎は解体されたが、正面校舎は文化財として保存された[4]。
- 1968年（昭和43年）8月12日 - 南側校舎跡地に簡易プールを設置。
- 1972年（昭和47年）
  - 4月1日 - 中郷小学校より緑町・大町・境松の各地区が本校学区へ変更となる｡
  - 8月6日 - 校舎新築工事着工｡
- 1973年（昭和48年）8月28日 - 創立100周年記念式典挙行。
- 1974年（昭和49年）11月30日 - 体育館完成。
- 1975年（昭和50年）7月10日 - プール完成。
- 1976年（昭和51年）6月20日 - 校地北側にスキー山が完成。
- 1980年（昭和55年）
  - 5月20日 - 体育用砂場完成。
  - 9月4日 - 校庭の遊具完成。
- 1983年（昭和58年）8月28日 - 創立110周年記念式典挙行。
- 1988年（昭和63年）3月24日 - 昭和62年度卒業生寄贈により、校門に並立して大ゲート設置。
- 1989年（平成元年）6月13日 - 野球用バックネットを新設。
- 1993年（平成5年）8月28日 - 創立120周年記念式典挙行。
- 1996年（平成8年）2月28日 - 校門に並立した大ゲートの看板を交換｡
- 1997年（平成9年）4月1日 - 「みつばち学級」開設。同日にパソコン室を設置。
- 1998年（平成10年）
  - 4月4日 - 校舎外壁塗装工事完了。
  - 6月18日 - プール配管工事完了。
- 1999年（平成11年）5月25日 - インターネット設置。
- 2001年（平成13年）7月20日 - プール改修完了。
- 2002年（平成14年）3月31日 - 「みつばち学級」廃止。
- 2003年（平成15年）
  - 4月1日 - 「あさがお学級」開設。
  - 8月28日 - 創立130周年記念として、全校で記念写真撮影。
  - 11月9日 - 創立130周年記念行事挙行。
- 2010年（平成22年）3月31日 - 「あさがお学級」廃止。
- 2012年（平成24年）10月 - 自家発電機2台配備。
- 2013年（平成25年）
  - 6月17日 - 創立140周年記念として、全校で記念写真撮影。翌日は集合写真撮影。
  - 8月16日 - 140周年記念として、黒石よされに参加（児童・保護者・教職員）。
  - 10月26日 - 140周年記念祝賀会開催。
- 2014年（平成26年）4月1日 - 「あさがお学級」再設。
- 2018年（平成30年）9月11日 - 株梗木字中渡1番1号（現在地）に、新校舎建築工事開始[5]。
- 2020年（令和2年）
  - 3月19日 - 新校舎建築工事完了[5]。
  - 3月31日 - 新設「黒石小学校」の修祓式が体育館で挙行[6]。
  - 4月1日 - 中郷・北陽の2小学校を統合。なお、校章は新たに制定された[7]。
  - 4月7日 - 統合小学校開校式挙行[8]。

## 学区
出典
- 黒石、西ケ丘、元町、大板町、内町、上町、甲大工町、乙大工町、後大工町、寺小路、袋井一丁目、袋井二丁目、袋井三丁目、油横丁、株梗木横丁、緑町一丁目、緑町二丁目、緑町三丁目、緑町四丁目、甲徳兵衛町、乙徳兵衛町、大町一丁目、大町二丁目、境松一丁目、境松二丁目、境松三丁目、境松、昭和町、松葉町、岩木町、寿町、道北町、吉乃町、住吉町、一番町、末広、相野、松原（六郷小学校の通学区域を除く）、野添町、北美町一丁目、北美町二丁目、北美町三丁目、緑ケ丘、ぐみの木一丁目、ぐみの木二丁目、ぐみの木三丁目、青山（六郷小学校の通学区域を除く）、野際一丁目、野際二丁目、野際三丁目、田中、北田中、作場町、小屋敷、小屋敷西、飛内、飛内北、馬場尻下、馬場尻東、馬場尻南、東馬場尻、西馬場尻、上目内沢、下目内沢、二双子、富田、富士見

## 周辺
- 黒石市立中郷中学校 - 敷地が隣接し、かつ進学先中学校。
- 社会福祉法人つくし会つくし第二こども園 - 進学前こども園のひとつ。
- 東北電力ネットワーク黒石変電所
- ほかは、田畑や住宅が広がる。

## 交通
- 弘南鉄道弘南線黒石駅から、徒歩約925m・約14分。
- 弘南バス「弘前〜黒石線（高田経由）」・「板留・虹の湖線」・「黒石〜聖愛高校線」（高校登校日の高校行朝1本のみ運行）で、「ぐみの木」停留所[10]より、
  - 弘前バスターミナル行、聖愛高校行、板留・虹の湖行のりばから、徒歩約790m・約12分。
  - 黒石駅前行のりばから、徒歩約800m・約12分。

## 著名な卒業生
- 秋田雨雀[11] - 詩人・小説家で、黒石市名誉市民第1号。

## 参考資料
- 『青森県教育史 別巻』（青森県教育委員会・1973年12月20日発行）「学校沿革 小学校」726頁～727頁「黒石小学校・黒石高等小学校」